# Дроздов, Артур Николаевич
Арту́р Никола́евич Дроздо́в (род. 23 октября 1980 года в Якутске, СССР) — украинский профессиональный баскетболист, игравший на позиции лёгкого форварда.

## Спортивная карьера
Профессиональный баскетболист Артур Дроздов родился 23 октября 1980 года в г. Якутск (Россия). Баскетболом увлекался с раннего детства. Учился в ДСЮШ г. Донецка, где прошло его детство.
В возрасте 17 лет стал игроком команды Автодор, г. Саратов (1999—2000).В 2000 году подписал контракт с французской командой По-Ортез (баскетбольный клуб), где играл до 2006 года в составе этой команды завоёвывает звание лучшего игрока Франции в 2002 году. Команда становится чемпионами Франции в сезонах 2000—2001, 2002—2003 и 2003—2004. В 2003 году Дроздов участвует в Кубке асов «Semaine des As 2003».
В 2006 году Дроздов подписывает контракт с баскетбольным клубом «Киев» и возвращается на Украину. Команда становится финалистом кубка Украины в 2007 году, финалистом «плей-офф Чемпионата Украины» 2007 и 2008 годов. Игрок и капитан национальной сборной Украины.
В сезоне 2008—2009 Артур Дроздов был капитаном БК «Киев».
В 2009 году Артур подписывает контракт и начинает играть в команде БК «Донецк», а после банкротства клуба в январе 2010 года — за киевский «Будивельник». Артур Дроздов в составе «Будивельника» завоевал титул «Лучший форвард сезона 2010».
С августа 2010 года Дроздов подписал контракт с итальянской командой «Ваноли». Команда завершила чемпионат Италии — 2010 на 13-м месте, а возглавляет эту команду словенский специалист Томо Махорич, ранее работавший с Дроздовым в БК «Киев». Он и предложил знаменитому игроку приехать в Италию играть в эту команду.
Летом 2011 года Дроздов вернулся на Украину, подписав контракт с мариупольским «Азовмашем».
Перед сезоном 2012/2013 Артур вернулся в «Будивельник», выкупив свой контракт у мариупольского клуба. С «Будивельником» Дроздов впервые в карьере стал чемпионом Украины, дошёл до полуфинала Еврокубка и вновь был признан лучшим легким форвардом Суперлиги.

## Личная жизнь
Женат, имеет дочь Софью.